# Körzin
Körzin ist ein Gemeindeteil im Ortsteil Zauchwitz der Stadt Beelitz im Landkreis Potsdam-Mittelmark in Brandenburg.

## Lage

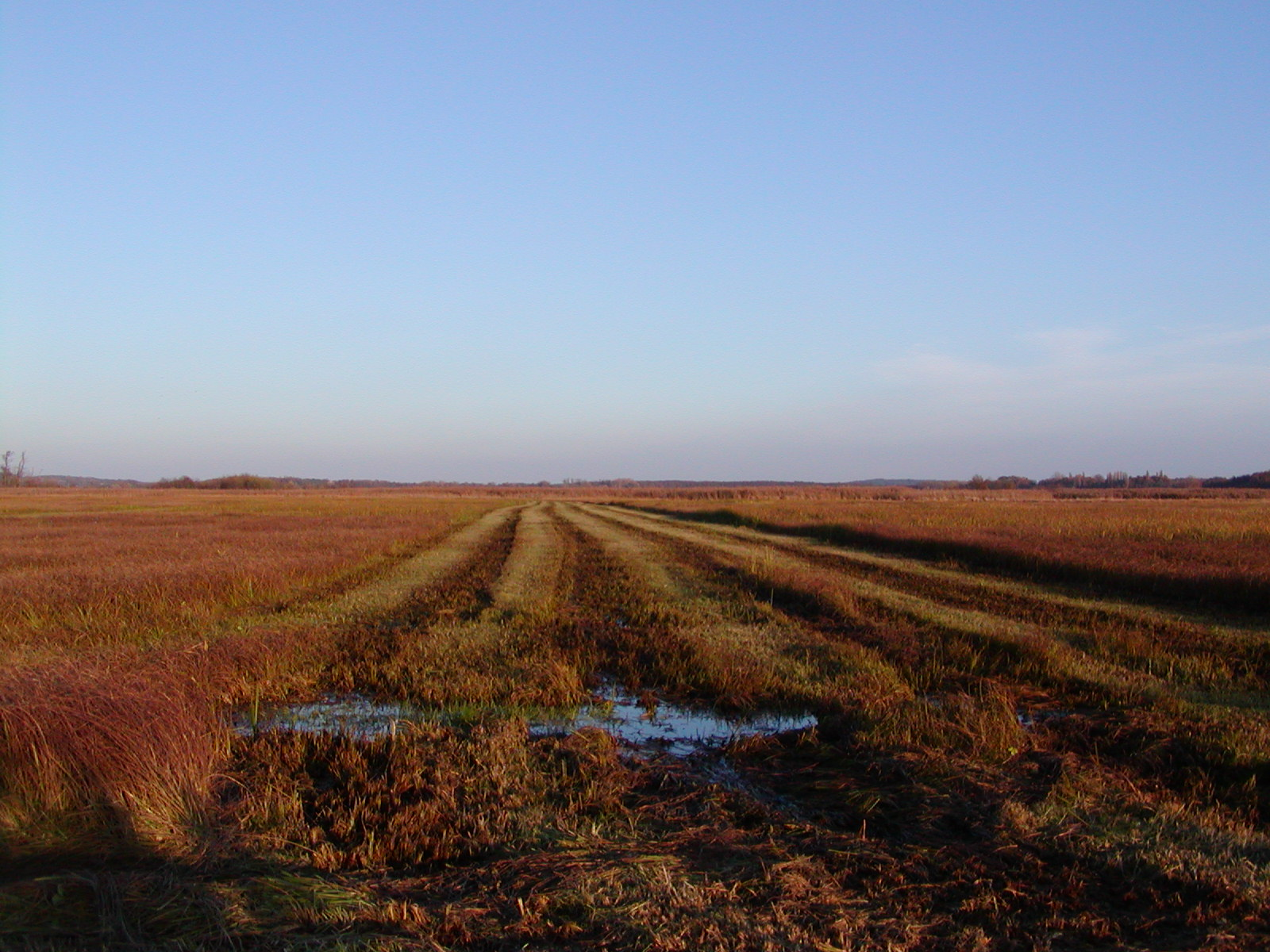
Körziner Wiesen

Das Sackgassendorf liegt am Zusammenfluss von Nieplitz und Pfefferfließ südwestlich des Blankensees im Naturpark Nuthe-Nieplitz zwischen Beelitz und Trebbin nordöstlich der B 246.

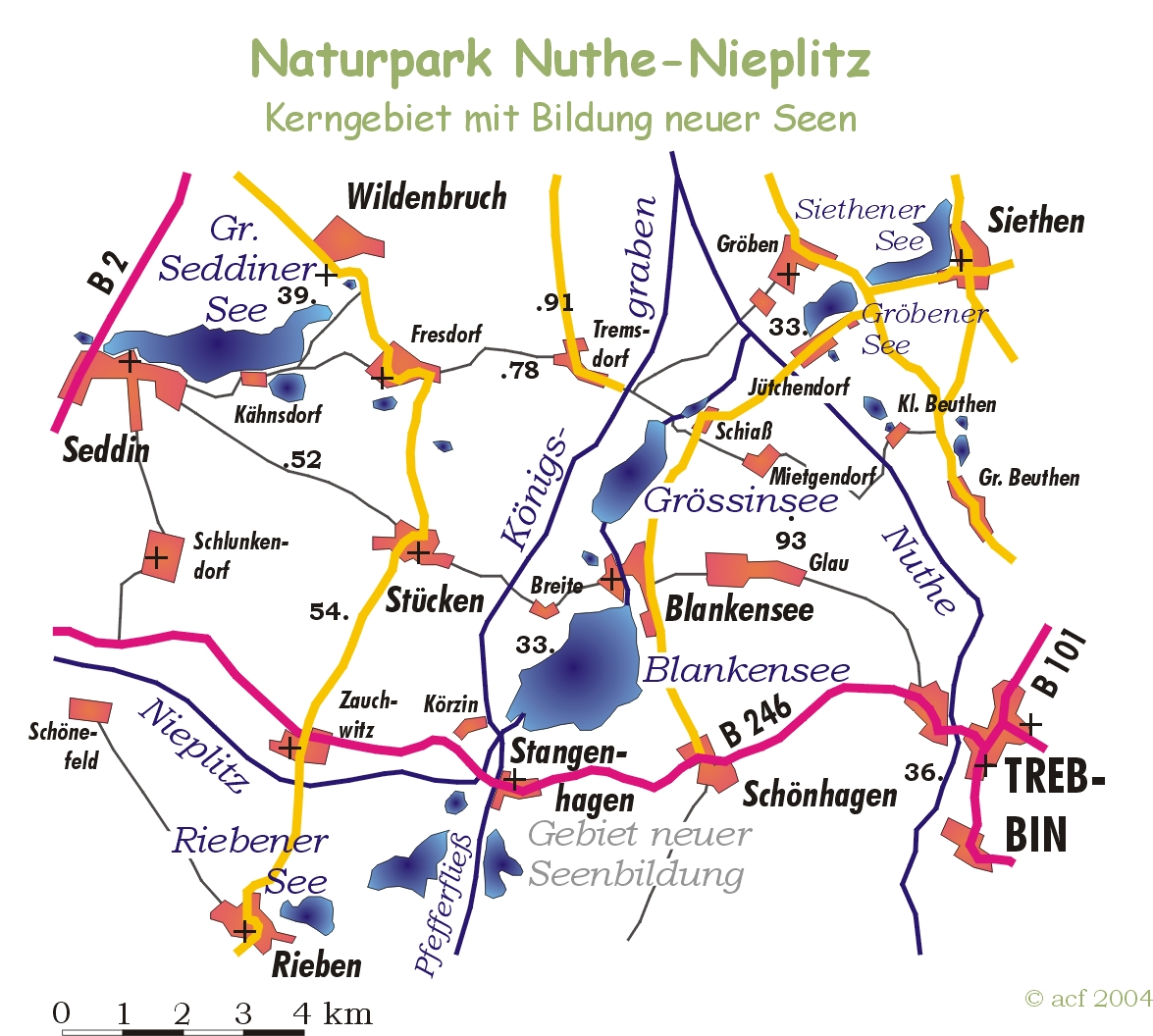
Karte des Kerngebiets des Naturparks Nuthe-Nieplitz mit Zauchwitz im Südwesten

## Geschichte und Etymologie

### Frühzeit bis 16. Jahrhundert

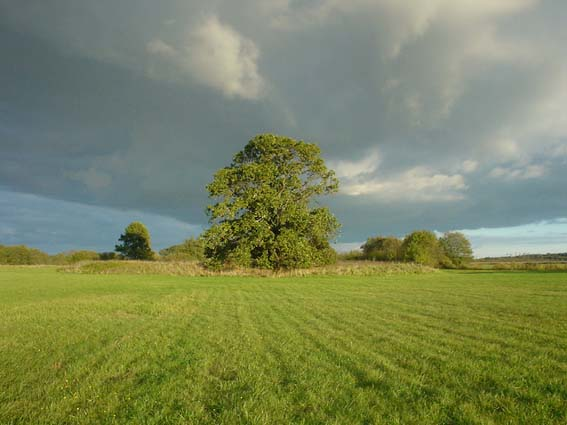
Slawischer Ringwall im Naturschutzgebiet

Körzin ist in seiner Gesamtheit Bodendenkmalbereich. Während Bauarbeiten wurde eine Vielzahl von Bodenfunden aus slawischer Siedlungszeit um 1000 n. Chr. entdeckt. Nördlich des Ortes befindet sich außerdem ein gut erhaltener slawischer Burgwall. Das Dorf wurde erstmals im Jahr 1375 als Ketzin, Kettzin im Landbuch Karls IV. urkundlich erwähnt. Der Ortsname Körzin stammt aus slawischer Zeit und bedeutet „Ort wo Stöcke, Baumstümpfen sind“. Die Namen der benachbarten Orte, Stücken und Stangenhagen, sind deutsche Übersetzungen des slawischen Namens.
Körzin gehörte vor 1375 dem Markgrafen und war im Jahr 1375 insgesamt neun Hufen groß. Davon standen dem Lehnschulzen drei Hufen zu. Es gab weiterhin sieben Kossäten, allerdings keinen Krug. Im Jahr 1436 gelangte es in den Einflussbereich derer von Schlieben und derer von Czawtitz. Allerdings findet sich im Schossregister aus dem Jahr 1450 keine Angabe zu dem Dorf, so dass zu den Abgaben keine Aussagen getroffen werden können. Vor 1524 gelangte das Dorf Ketzynchen an die von Thümen. Sie hielten bereits die Obergerichtsbarkeit sowie die Wagendienste (1375) und bekamen die Untergerichtsbarkeit im Jahr 1571 hinzu. Aus dieser Zeit standen der Frau von Thümen im Jahr 1524 als Leibgedinge die Dienste von drei Höfen zu, darunter auch der des Dorfschulzen. Körzin war zu jeder Zeit nach Zauchwitz eingepfarrt. Bei einer Visitation im Jahr 1541 wurde festgestellt, dass der Pfarrer „kein Haus noch Hufen“ habe und „nicht mehr denn 9 Scheffel Korn“. Der Küster erhielt alle halbe Jahre ein Brot aus jedem Haus.

### 17. bis 18. Jahrhundert
Eine durchgehend dokumentierte Anzahl der Hufner und besitzlosen Einwohner (soweit schoßpflichtig) ergab sich aus dem Schosskataster der Mittelmark von 1624. Demzufolge lebten in Körzin sieben Hufner, zwei Kossäten und ein Hirte. Die Größe der Gemarkung wurde unverändert mit neun Hufen angegeben. In einem Landreiterbericht aus dem Jahr 1652 wurde das Dorf nicht beschrieben. Peter R. Rohrlach vermutet in seinem Historischen Ortslexikon für Brandenburg Teil V Zauch-Belzig, dass der Ort im Dreißigjährigen Krieg vermutlich verwüstet wurde. Eine Statistik aus dem Jahr 1682/1683 wies für Körzin neun Sandhufen, d. h. landwirtschaftlich wenig ertragreiche Flächen aus. Es gab zwei Kossätenhöfe und drei wüst liegende Hufen „bei den Untertanen“. In einer weiteren Statistik aus dem Jahr 1687 wurden sieben Hufnerhöfe genannt, darunter das Dorfschulzengut und drei wüst liegende Höfe; hinzu kamen zwei Kossätenhöfe.
Die Spezifikation der Dörfer und Städte der Kurmark aus dem Jahr 1745 weist für Körzin lediglich sieben Bauern und zwei Kossäten auf. Gleiches galt für die Beschreibung sämtlicher Städte (Angaben von 1768) und Dörfer der Kurmark von 1772. Drei Jahre später erschien im Jahr 1775 erstmals die Schreibweise Körzin. Im Jahr 1786 übernahm für eine kurze Zeit die Familie von der Liepe das Schulzengut. Sie gaben es im Jahr 1797 an die Familie von Bruck, die es bis 1872 hielt.

### 19. bis 21. Jahrhundert
Im Jahr 1801 gab es nach Bratring im Dorf einen Lehnschulzen, sechs Ganzbauern und zwei Ganzkossäten. Sie schlugen in Summe 200 Morgen Holz; die Gemarkung war neun Bauernhufen groß. Im Ort gab es zwölf Feuerstellen (=Haushalte), im Jahr 1837 insgesamt 14 Wohnhäuser. Das Amt Saarmund übernahm im Jahr 1826 einen Bauern, nachdem sie im Jahr 1745 bereits einen Kossäten erhalten hatte. Laut Ortschaftsverzeichnis von 1858 gab es im Dorf ein öffentliches, 13 Wohn- und 29 Wirtschaftsgebäude. Körzin war 1087 Morgen groß, davon 19 Morgen Gehöfte, 517 Morgen Acker, 167 Morgen Wiese und 384 Morgen Weide. Im Jahr 1872 übernahm das Amt Potsdam die Geschicke im Ort. Aus einem Viehstands- und Obstbaumlexikon ist bekannt, dass im Jahr 1900 im 285 Hektar großen Dorf 20 Häuser standen. Der Bestand wuchs auf 20 Wohnhäuser mit 25 Haushaltungen im Jahr 1931 an. Im Jahr 1939 gab es im Dorf fünf land- und forstwirtschaftliche Betriebe mit 20 bis 100 Hektar, fünf Betriebe zwischen 10 und 20 Hektar, acht Betriebe zwischen 5 und 10 Hektar sowie einen Betrieb zwischen 0,5 und 5 Hektar.
Nach dem Zweiten Weltkrieg erhielt Körzin von der Gemeinde Reesdorf eine Zulage von 37,8 Hektar Fläche. Im Jahr 1959 gründete sich eine LPG vom Typ I mit 30 Mitgliederung und 203 Hektar landwirtschaftlicher Nutzfläche. Sie wurde im Jahr 1972 an die LPG Typ III Zauchwitz angeschlossen.

## Wappen
| Wappen von Körzin | Blasonierung: „In Blau ein auf der Spitze stehendes Sechseck, gebildet aus verschränkten goldenen Baumstämmen, darin in Grün eine goldene Eichel.“ |
| Wappen von Körzin | Wappenbegründung: Die goldene Eichel auf grünem Grund nimmt Bezug auf eine Friedenseiche, die am Dorfeingang stand und heute auch wieder steht. Die sechs in Kreisform, übereinander gelagerten, goldenen Baumstämme umgeben dabei schützend das Dorf, das hier stellvertretend durch eine Eichel dargestellt wird. Die goldenen Baumstämme symbolisieren den ursprünglich slawischen Burgwall, der heute noch deutlich sichtbar ist. Im Ortswappen ist der goldene Wall von Wasser (Blau) umgeben. Das Ortswappen wurde vom Heraldiker Ismet Salahor aus Frankfurt gestaltet und beim HEROLD am 15. Juli 2019 in die Deutsche Ortswappenrolle aufgenommen. |

## Bevölkerungsentwicklung
| Jahr      | 1772 | 1801 | 1817 | 1837 | 1858 | 1871 | 1885 | 1895 | 1905 | 1925 | 1939 | 1946 | 1964 | 1971 |
| Einwohner | 63   | 77   | 75   | 93   | 97   | 90   | 118  | 98   | 95   | 94   | 102  | 118  | 79   | 68   |

## Sehenswürdigkeiten und Kultur

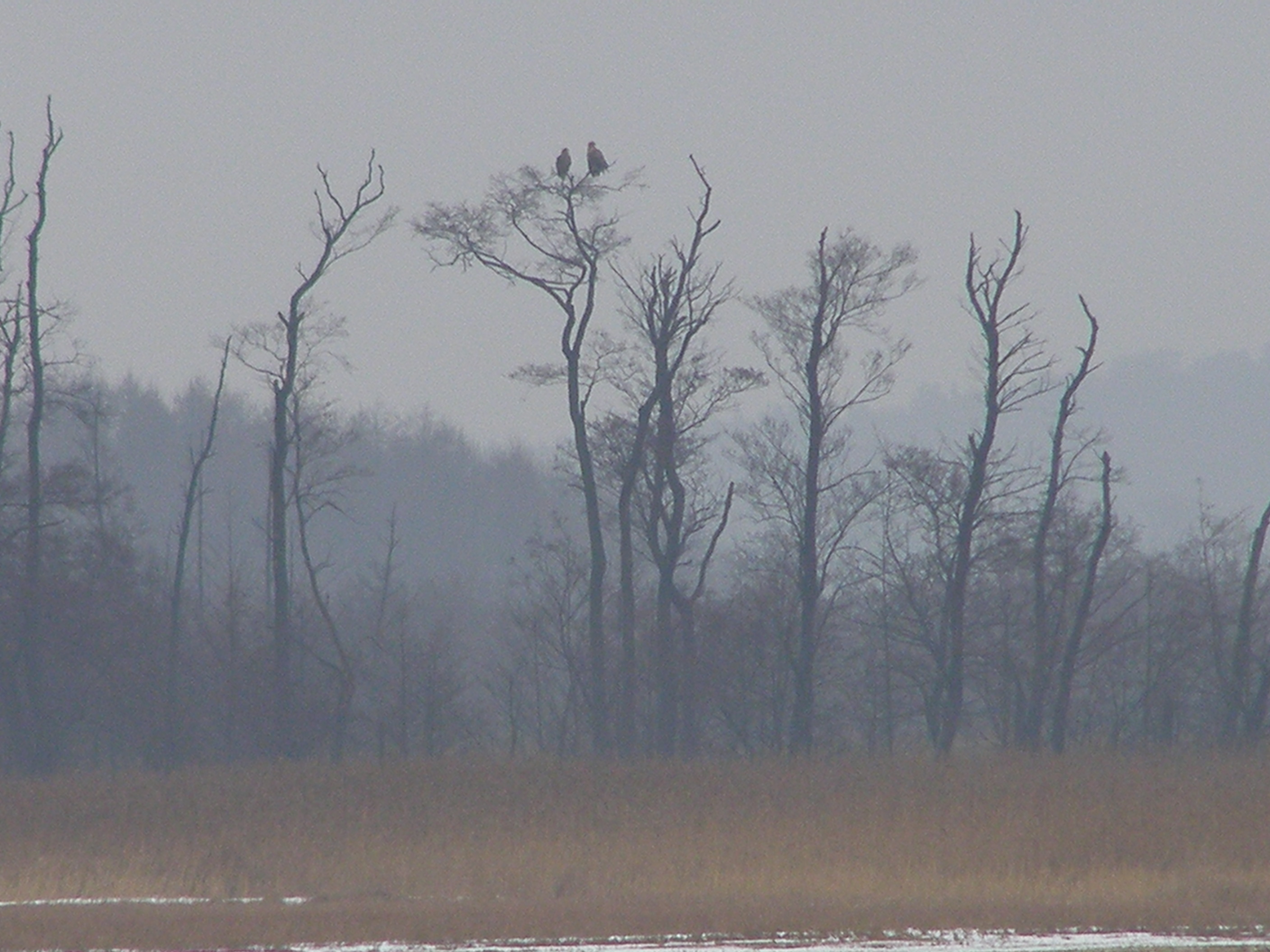
Seeadler bei Körzin

- Zum Schutz seltener Wiesenbrüter ist das Betreten der umliegenden Wiesen nicht gestattet. Auf den Körziner Wiesen sind u. a. Fischadler, Seeadler, Kiebitze, Reiher, Störche, Kraniche zu beobachten.
- Durch den Ort führt der Wanderweg Rund um den Blankensee: Der rund 16,5 km lange Wanderweg ist Teil des FlämingWalks und erschließt im Naturpark Nuthe-Nieplitz beiden Ortsteile Blankensee und Stangenhagen der Stadt Trebbin, den Ortsteil Stücken der Gemeinde Michendorf sowie den Gemeindeteil Körzin im Ortsteil Zauchwitz der Stadt Beelitz. Er führt damit sowohl durch den Landkreis Teltow-Fläming wie auch durch den Landkreis Potsdam-Mittelmark.

## Wirtschaft
Der Ort verfügt über keine öffentlichen Einrichtungen und trägt landwirtschaftlichen Charakter.
Das Dorf ist im Potsdamer und Berliner Umland bekannt geworden durch seine touristischen Attraktionen und die Vielfalt seiner Angebote, z. B. Hofladen, Restaurant, Café, Greifvogelauffangstation, Biorinderhaltung und Pferdepension mit Wanderreitstation.